# Philodendron tarmense
Philodendron tarmense är en kallaväxtart som beskrevs av Adolf Engler. Philodendron tarmense ingår i släktet Philodendron och familjen kallaväxter.
Artens utbredningsområde är Peru. Inga underarter finns listade.